# Provence-i Eleonóra angol királyné
Provence-i Eleonóra (Aix-en-Provence, 1223 vagy 1222 –‎ Amesbury, 1291. június 25.)  angol királyné.

## Élete
IV. Ramón Berengár provence-i gróf és Szavojai Beatrix grófnő második leánya és harmadik gyermeke. Nő létére igen magas fokú oktatásban részesítették őt; rajongott az olvasásért. Verseket írt és divatosan öltözködött, szerette a trubadúrénekeket. Három lánytestvére királyokhoz ment feleségül. IX. Lajos francia király Eleonóra nővérét, Margitot vette el, ezek után pedig azon kezdtek gondolkodni, hogy ő legyen III. Henrik angol király hitvese.
Henrik 20 ezer ezüst hozományt kért Ramóntól, ám csak arra kapott ígéretet, hogy a felét úgyis megörökli a lánya, ha ő meghal. Akárcsak anyja, nagyanyja és húgai, ő is messze földön híres szépség volt, sötét hajával és igéző szemeivel. 1235. június 22-én eljegyezték őt Henrikkel, aki 16 évvel volt nála idősebb. 1236. január 14-én megkötötték a frigyet Angliában. A ceremónián látta egymást először a jegyespár. Ugyanaznap a királynét megkoronázták a Westminsteri apátságban, utána pedig pazar ünnepséget tartottak, ahol az angol nemesség színe-java jelen volt.
Öt gyermekük jött világra. Eleonóra kedvence Eduárd volt, aki 1246-ban majdnem belehalt egy betegségbe. Lánya, Margit III. Sándor skót király felesége lett. Utána született még Beatrix és Edmund. Legkisebb gyermekük, Katalin súlyos születési rendellenességgel született, s csupán 3 évet élt. A királyné hűséges, odaadó hitves volt, ám a nép körében igen népszerűtlen, mivel anyja rokonságát az országba hozatta, s elérte, hogy férje rangokkal és pénzzel halmozza el őket.
1253-ban a királynét bízta meg Henrik a régensi feladattal, amíg ő Gascogne-ban háborúzott. 1263. július 13-án épp a Temzén hajózott, amikor London polgárai dühösen megdobálták őt rohadt tojással, sárral, kövekkel és zöldséggel, és szitkokat szórtak rá, boszorkánynak nevezték, a halálát kívánták. 1272-ben megözvegyült; legidősebb fia, I. Eduárd került a trónra. Számos unokája nevelését egyengette, többek között Henrik, Eleonóra és János oktatását is felügyelte. 1274-ben Henrik nevű unokája a karjai közt halt meg. Eleonóra mélységesen meggyászolta őt. 1275-ben két életben maradt lánya elhunyt, ami újabb súlyos csapás volt az 52 éves asszonynak.
Ezek után egy kolostor falai közé vonult vissza; a kapcsolatot a külvilággal csak I. Eduárd és az asszony nővére, a francia királyné révén tartotta fenn. 1291. június 24-én hunyt el, 68 évesen, Amesburyben. Ugyanabban a városban helyezték végső nyugalomra. Szívét visszaszállították Londonba; a ferencesek rendházában temették el. Ő az egyetlen angol királyné, akinek sírkövén nincs sírfelirat.